# Естонска радничка комуна
Естонска радничка комуна (ест. Eesti Töörahva Kommuun; рус. Эстляндская трудовая коммуна) био је назив за међународно непризнату комунистичку владу у Естонији, која је полагала права на територије под контролом бољшевика за време Естонског рата за независност и Руског грађанског рата.  Комуна је формално проглашена новембра 1918. године уз подршку Црвене армије. На њезином челу налазио се Јан Анвелт. Укинута је 1919. године. 

## Историјат
По завршетку Првог светског рата, ситуација у Естонији била је комплексна. С једне стране, домаћи политичари прогласили су независност Републике Естоније и њезине територије од било каквих спољних утицаја, док су, с друге стране, нове совјетске власти, али и преостали Балтички Немци, полагали права на територију Естоније. То је довело до рата у Естонији. Естонски су се комунисти, наравно, ставили на страну совјетских власти те је већ крајем новембра 1918. године у делу Естоније проглашена Радничка комуна. Естонска радничка комуна била је организована по совјетском моделу, а чланови комуне (владе) били су:
Власт је била организована по совјетском моделу и имала је тесне везе с Москвом. На подручјима под контролом комуне дошло је до затварања цркви, национализације индустрије и банака te zabrane djelovanja pripadnicima Privremene vlade Estonije. те забране деловања припадницима Привремене владе Естоније. Једина земља која је формално признала Естонску радничку комуну била је Руска СФСР, која је то учинила 7. децмебра 1918. године. Од новембра 1918. до јануара 1919. године дошло је до спровођења режимског терора од стране комунара ради сузбијања контрареволуционарних активности. Значајан број особа ухапшен је у Тартуу током децембра 1918. године, а одређен број немачких земљопоседника је 9. јануара 1919. године погубљен на смрзнутој реци Нарви. Истога месеца, у околици Луге успостављен је и камп за жртве терора. Нетом пре ослобођења Тартуа, комунисти су у подруму градске банке погубили припаднике клера и друге заробљенике. Према проценама, Естонска радничка комуна погубила је око 500 људи.
Комуна је у почетним фазама рата уживала прилично добар положај, с обзиром на чињеницу да је Црвена армија дошла на само 30-ак километара од Талина. Међутим, када су Естонци у јануару 1919. године покренули контранапад, трупе под водством Јохана Лајдонера и уз значајну британску помоћ, успеле су да протерају Црвену армију изван граница Естоније, што је уједно био и почетак краја Радничке комуне. Комуна је фактички изгубила сву контролу, али је формално полагала право на Естонију кроз "владе у егзилу", испрва из Пскова и Луге, а касније из Стараје Русе. 
Формално је распуштена у јуну 1919. године. Касније совјетске власти погубиле су већину естонских комунара током Велике чистке.